# Власиха (Московская область)
Вла́сиха (ранее Одинцово-10) — посёлок городского типа в Московской области, образующий закрытое административно-территориальное образование и городской округ. В поселке расположен главный штаб Ракетных войск стратегического назначения Российской Федерации.
Находится в 2,5 км на северо-запад от города Одинцово и отделён от города лесным массивом. Полностью окружён территорией Одинцовского городского округа Московской области. Почтовый индекс 143010. Население — 28 633 чел. (2024).

## История
Впервые упоминается в XVII веке как деревня Костино. В 1646 году здесь была вотчина вдовы А. И. Пушкиной. В усадьбе проживал один холоп, а в 9 крестьянских дворах числилось 30 душ мужского пола. У Пушкиных эту вотчину купил царский тесть боярин Кирилл Полуэктович Нарышкин. К 1678 г. деревня стала называться сельцом Костино. В нём и в соседнем сельце Лапино в это время насчитывалось 15 крестьянских дворов и 55 душ мужского пола.
В конце XVIII века упоминают сельцо Власиху во владении молдавского выходца князя Александра Ивановича Маврокордато. На 6 дворов числилось 19 душ мужского и 25 женского пола. Отмечены господский двухэтажный деревянный дом на каменном фундаменте, при котором находился сад с плодовыми деревьями, и «раструсная» мельница об одном поставе.
По сведениям 1852 г. сельцом владел коллежский асессор Абрам Петрович Хвощинский и на его 8 дворов приходилось 23 мужчины и 26 женщин. В 1890 г. здесь проживало 63 жителя.
Перепись 1926 г. зафиксировала в деревне 19 хозяйств и 89 человек (45 мужчин и 44 женщины). Имелась сельскохозяйственная артель «Красная Горка».
В 1928 году руководством РККА было принято решение об организации Вакцинно-сывороточной лаборатории Военно-санитарного управления РККА, которая занималась созданием вакцин и сывороток для нужд армии. Лаборатория развернулась к 1930 году на территории дачи бывшего купца-чаеторговца Вагау. 16 апреля 1933 г. переформирование лаборатории дало Военный научный медицинский институт РККА, в 1934 году переименованный в Биотехнический институт РККА. Институт работал во Власихе вплоть до 1937 года.
В октябре 1941 года во Власихе был развёрнут штаб Западного фронта, отсюда обороной Москвы руководил его командующий, Георгий Жуков.
В 1958 году во Власихе начали строить командный комплекс с 4-ярусным бункером и резиденцией для командующего.
15 января 1960 года Министром обороны СССР, маршалом Советского Союза Р. Я. Малиновским был подписан приказ «О размещении органов управления Главнокомандующего ракетными войсками», в котором предписывалось: «Главный штаб и управления Главнокомандующего ракетными войсками дислоцировать в Перхушково (32 км западнее Москвы) на фондах военного городка 22/1».
В 1986-1987 годах в военном городке построен новый 12-ярусный бункер в двух километрах от старого.

## Современная история
В современной России во Власихе располагается главный штаб Ракетных войск стратегического назначения Российской Федерации. До 2009 года населенный пункт именовался Закрытый военный городок № 22/1 (официальное наименование), а также Одинцово-10, при этом согласно административно-территориальному делению поселок находился на территории Юдинского сельсовета Одинцовского района, а население поселка учитывалось в составе населения г. Одинцово. Начиная с 2010 года Росстат учитывает посёлок отдельно, значение численности населения г. Одинцово скорректировано на величину населения посёлка Власиха.
Указом Президента России № 70 от 19 января 2009 года закрытый военный городок был переименован в поселок Власиха с присвоением ему статуса ЗАТО. В состав ЗАТО также вошел микрорайон «Школьный» села Юдино. 7 июня 2009 года на территории городского округа Власиха прошли первые выборы депутатов Совета и Главы городского округа. Были избраны глава городского округа О. В. Агафонова и 15 депутатов Совета депутатов. 15 августа 2009 года постановлением Губернатора Московской области № 110 ПГ «Об образовании посёлка городского типа (рабочего посёлка) на территории закрытого военного городка № 22/1, преобразованного в закрытое административно-территориальное образование» власти Московской области присвоили населенному пункту статус посёлка городского типа.

## Население
| 2002    | 2010    | 2012    | 2013    | 2014    | 2015    | 2016    |
| ------- | ------- | ------- | ------- | ------- | ------- | ------- |
| 16 309  | ↗26 359 | ↗26 365 | ↘26 161 | ↘25 858 | ↘25 699 | ↘25 441 |
| 2017    | 2018    | 2019    | 2020    | 2021    | 2023    | 2024    |
| ↘25 294 | ↗25 952 | ↗26 417 | ↗26 907 | ↗28 240 | ↗28 401 | ↗28 633 |

Национальный состав
По итогам переписи населения 2020 года проживали следующие национальности (национальности менее 0,1 % и другое, см. в сноске к строке «Другие»):
| Национальность | Численность, чел. | Доля     |
| -------------- | ----------------- | -------- |
| Русские        | 25 865            | 91,59 %  |
| Украинцы       | 484               | 1,71 %   |
| Белорусы       | 136               | 0,48 %   |
| Татары         | 91                | 0,32 %   |
| Армяне         | 31                | 0,11 %   |
| Другие         | 1633              | 5,79 %   |
| Итого          | 28 240            | 100,00 % |

## Соседние муниципальные образования
Городской округ полностью окружён территорией Одинцовского городского округа.

## Транспорт
Расстояние от Власихи до Красногорского шоссе — 1,7 километра, до 1-го Успенского шоссе — 1,4 километра. Ближайшее село — Лайково.
- Маршрут № 46 (от КПП-1 до станции Одинцово МЦД 1
- Маршрут № 477 (от Власиха (Почта) до Киевского вокзала (Москва) через Одинцово)
- Маршрут № 46 (от Власиха (Почта) до г. Одинцово)
- Маршрут № 46 (от улицы «Заозёрная» до г. Одинцово)

## Основные учреждения
В настоящее время в посёлке находится штаб Ракетных войск стратегического назначения (РВСН) и центральный командный пункт наземных стратегических ядерных сил Вооружённых сил Российской Федерации.
Посёлок имеет собственную администрацию и совет депутатов . Совет выбирается сроком на 5 лет и состоит из 15 депутатов, выбираемым по трем пятимандатным округам.
На территории ЗАТО дислоцирован Апелляционный военный суд. Данный суд предназначен для рассмотрения гражданских и уголовных дел по второй (апелляционной) инстанции в отношении военнослужащих (и приравненных к ним граждан, проходящих военные сборы), а также в отношении лиц, уволенных с военной службы — по делам о гражданско-правовых спорах и преступлениях, возникших/совершённых во время прохождения ими военной службы. Кроме того, по делам об отдельных тяжких и особо тяжких преступлениях, полный перечень которых содержится в УПК России, военсуд рассматривает дела по первой инстанции. Военные суды данного звена приравнены к верховным судам республик в составе России, областным/краевым судам, Мосгорсуду и СПбгорсуду. АВС отличается тем, что имеет узковедомственную юрисдикцию, распространяющуюся на всю территорию Российской Федерации. Ему подсудны дела, касающиеся военнослужащих РВСН, Космических войск и Командования специального назначения Верховного Главнокомандования ВС России, а также 12 Главного управления Минобороны России (вопросы атомного оружия) и Федеральной службы охраны Российской Федерации. Вышестоящий суд для АВС только один — Верховный Суд России, а именно его Военная коллегия и Президиум.
В посёлке находится поликлиника филиала № 2 Главного военного клинического госпиталя имени академика Н. Н. Бурденко (ранее имела наименование «7 центральная поликлиника Министерства обороны»), центр социальной адаптации военнослужащих и переподготовки офицеров запаса, центр социального обслуживания граждан пожилого возраста и инвалидов на ул. Маршала Жукова.
Жилищно-коммунальное хозяйство закреплено за МУП «Благоустройство и развитие».
На ул. Маршала Жукова располагался торговый центр «Власиха» с торговой площадью 1890 м². ТЦ сгорел 1 сентября 2008 года и восстановлению не подлежит.

## Культура
- Дворец культуры Власиха (бывший Дом офицеров)[25]
- Музей РВСН
- У ЗАТО есть свой телеканал «Щит нашего Отечества», который транслируется на частоте канала Подмосковье по будням с 20:00 до 20:30.

Образовательные учреждения
- Детский сад: № 1 «Радуга»; № 2 «Теремок»; № 3 «Сказка»; № 4 «Солнышко»; № 5 «Звездочка».
- Школа имени А. С. Попова[26]
- Средняя школа «Перспектива»[27]
- Начальная школа «Любимая»[28]
- Детская школа искусств «Гармония»
- Детско-юношеская спортивная школа
- Музыкальная школа «Гармония»
- ЦДТ «Созвездие»
- Автошкола «Стрела Авто»

## Спорт
- Спортивный клуб «Сокол»
- Детско-юношеская спортивная школа (ДЮСШ)
- Плавательный бассейн 127 СК РВСН

- Бассейн 127
- Бассейн 127 холл и гардероб

## Достопримечательности
- Церковь преподобного Ильи Муромца
- 2 ракеты на главной площади около ДК